# NGC 5115
NGC 5115 ist eine 13,9 mag helle Balken-Spiralgalaxie vom Hubble-Typ SBc im Sternbild Jungfrau auf der Ekliptik. Sie ist schätzungsweise 326 Millionen Lichtjahre von der Milchstraße entfernt und hat einen Durchmesser von etwa 65.000 Lj.

Im selben Himmelsareal befindet sich u. a. die Galaxie NGC 5129, NGC 5132, NGC 5136, NGC 5137.
Das Objekt wurde am 25. März 1887 von Lewis A. Swift entdeckt.